# Грузька сільська рада (Криворізький район)
Гру́зька сільська́ ра́да — орган місцевого самоврядування у Криворізькому районі Дніпропетровської області. Адміністративний центр — село Грузьке.

## Загальні відомості
- Населення ради: 1 041 особа (станом на 2001 рік)

## Населені пункти
Сільській раді підпорядковані населені пункти:
- с. Грузьке
- с. Анастасівка
- с. Новолозуватка
- с. Тернівка

## Склад ради
Рада складається з 16 депутатів та голови.
- Голова ради: Висланько Валентина Степанівна
- Секретар ради: Уманець Наталія Василівна

### Керівний склад попередніх скликань
| Прізвище, ім'я, по батькові    | Основні відомості                                                         | Дата обрання | Дата звільнення |
| ------------------------------ | ------------------------------------------------------------------------- | ------------ | --------------- |
| Кочубей Галина Іванівна        | Сільський голова, 1957 року народження, член Народної партії              | 26.03.2006   | 31.10.2010      |
| Висланько Валентина Степанівна | Сільський голова, 1958 року народження, освіта вища, член Партії регіонів | 31.10.2010   |                 |

Примітка: таблиця складена за даними сайту Верховної Ради України

### Депутати
За результатами місцевих виборів 2010 року депутатами ради стали:

#### За суб'єктами висування
| Суб'єкт висування | Кількість обраних депутатів | %   |
| ----------------- | --------------------------- | --- |
| Партія регіонів   | 16                          | 100 |

#### За округами
| № округу        | Прізвище, ім'я, по батькові      | Дата визнання обраним | Освіта  | Партійна приналежність | Відомості про обраного депутата                                                                                                   |
| --------------- | -------------------------------- | --------------------- | ------- | ---------------------- | --- |
| Партія регіонів |                                  |                       |         |                        | |
| 1               | Похлеба Людмила Петрівна         | 02.11.2010            | вища    | член Партії регіонів   | Грузька сільська рада, спеціаліст                                                                                                 |
| 2               | Пухальська Вікторія Миколаївна   | 02.11.2010            | середня | член Партії регіонів   | Анастасівський фельдшерсько-акушерський пункт, завідувачка                                                                        |
| 3               | Казаченко Тетяна Василівна       | 02.11.2010            | середня | член Партії регіонів   | приватний піідприемець «Висланько Г. І.», продавець                                                                               |
| 4               | Груба Віра Василівна             | 02.11.2010            | вища    | член Партії регіонів   | приватний підприємець |
| 5               | Покришка Олена Василівна         | 02.11.2010            | середня | член Партії регіонів   | Новолозуватська сільська бібліотека, завідувачка                                                                                  |
| 6               | Плужник Любов Миколаївна         | 02.11.2010            | середня | член Партії регіонів   | територіальний центр обслуговування одиноких непрацездатних громадян Криворізької РДА, соціальний працівник                       |
| 7               | Плужник Володимир Федорович      | 02.11.2010            | середня | член Партії регіонів   | Новолозуватський фельдшерсько -акушерський пункт, завідувач                                                                       |
| 8               | Невмержицький Володимир Іванович | 02.11.2010            | вища    | член Партії регіонів   | Грузька сільська рада, водій |
| 9               | Бойко Оксана Миколаївна          | 02.11.2010            | середня | член Партії регіонів   | домогосподарка |
| 10              | Поліщук Лілія Юріївна            | 02.11.2010            | середня | член Партії регіонів   | навчально виховне об'єднання «Грузька неповна середня школа — дошкільний заклад», директор                                        |
| 11              | Бондаренко Тетяна Леонардівна    | 02.11.2010            | середня | член Партії регіонів   | приватний підприємець «Леміш О. Г.», продавець                                                                                    |
| 12              | Черней Наталія Миколаївна        | 02.11.2010            | вища    | член Партії регіонів   | навчально виховне об'єднання «Грузька неповна середня школа — дошкільний заклад», вчитель                                         |
| 13              | Штилюк Наталя Миколаївна         | 02.11.2010            | вища    | член Партії регіонів   | навчально виховне об'єднання «Грузька неповна середня школа — дошкільний заклад», заступник директора з навчально виховної роботи |
| 14              | Уманець Наталія Василівна        | 02.11.2010            | вища    | член Партії регіонів   | Грузька сільська рада, секретар                                                                                                   |
| 15              | Кочубей Федір Григорович         | 02.11.2010            | вища    | член Партії регіонів   | Грузька сільська рада, землевпорядник                                                                                             |
| 16              | Орлов Олександр Григорович       | 02.11.2010            | вища    | член Партії регіонів   | домогосподар |